# Bacchisa dilecta
Bacchisa dilecta là một loài bọ cánh cứng trong họ Cerambycidae.